# Delia Gualtiero
Delia Gualtiero, pseudonimo di Adele Regina Gualtiero (Malo, 21 maggio 1952), è una cantante italiana.

## Biografia
Inizia la carriera giovanissima con il nome d'arte Delia, da non confondere con l'omonima cantante Delia (Delia Corleto che incise "Io protesto", per l'etichetta Kansas, nel 1967).

### Anni 1970
Nel 1971 esordisce in televisione nel programma Il suo nome per favore. Notata da Carlo Alberto Rossi, partecipò prima alla Gondola d'Argento 1971 e nel 1972 al Festival di Sanremo con Per amore ricomincerei.
Con la stessa canzone, sempre nel 1972, Delia partecipa alla kermesse internazionale "Golden Orpheus" in Bulgaria, dove il brano viene pubblicato su disco.
Nello stesso anno è in gara a Un disco per l'estate con Una donna sola al mare.
Nel 1973 partecipa a Canzonissima con il brano Se stasera sono qui e negli anni seguenti inciderà ancora qualche altro 45 giri.

### La svolta del 1978 e la notorietà negli anni 1980
La vera svolta nella sua carriera arriva nel 1978 quando conosce Red Canzian, bassista dei Pooh, che diverrà suo produttore, autore e successivamente pure suo marito: dalla loro relazione nascerà Chiara Canzian, anche lei cantante.
Grazie a questo sodalizio, torna a incidere negli anni ottanta, quando pubblica quattro album con Polydor e Virgin che riscuotono un certo successo anche all'estero.
Nel 1982 partecipa alla trasmissione televisiva "Premiatissima" con Occhi, il suo brano più noto tratto dal suo primo album.
Nell'estate del 1985 ottiene una discreta notorietà un altro suo brano, Di quale amore, di quanto amore, tratto dall'album Io.

### Anni recenti
Negli ultimi anni fa l'albergatrice a Sant'Elena di Silea.
Nel 2019 torna alla ribalta delle scene discografiche musicali cantando nei brani: "Prima o poi" e "Sono fragile" dell’album Hotel disamore di Miki Porru.

## Discografia

### Album
- 1982 - Delia Gualtiero  (Polydor 244 8118)
- 1983 - Ombre cinesi (Polydor 815 668)
- 1985 - Io  (Virgin VDI 107)
- 1988 - Blu notte   (Durium MSAI 77474)

### Singoli
- 1971 - E se tardavi era per comprarmi i fiori/Noi siamo come foglie al vento (Columbia 3C 006-17783)
- 1972 - Per amore ricomincerei/Un soffio di vita (Columbia 3c 006-17812)
- 1972 - Una donna sola al mare/Quante volte ancora (Columbia 3c 006-17819)
- 1973 - Un'altra età/Il ladro (Columbia  3c 006 178742)
- 1973 - Se stasera sono qui/Mi fa morire cantando  (Columbia non pubblicato)
- 1974 - Non è Francesca / -  (Columbia non pubblicato)
- 1976 - Due zingari/Strana malinconia (Dig-It DG 1129)
- 1983 - Occhi/Lasciatemi la voce   (Polydor  813617 7)
- 1985 - Di quale amore, di quanto amore/Io  (Virgin VIN 45155)

### Altro (partecipazione come corista e/o voce solista)
- 1977 - Anonima Magnagatti (album)- Live & Chive  (LP La fattoria  L.F. 03), cori e voce solista.
- 1977 - Min On - Secondo festival della canzone italiana (Seven seas GXH 11/2, pubblicato in Giappone) canta "Quando, quando, quando", "Non ho l'età (per amarti)", "La pioggia".
- 1986 - Red Canzian - Io e Red (CGD 20498), cori e voce solista in "Noi quelli veri".
- 2019 - Miki Porru - Hotel disamore (Buena suerte), cori e voce solista in "Prima o poi" e "Sono fragile".

### Pubblicazioni per il mercato non italiano
- 1972 - Una donna sola al mare/Quante volte ancora - Germania - 45 Columbia 1c 006-17 819
- 1972 - Y si tardabas/Por amor volverìa a ti - Spagna - 45 Odeon 1j 006-17.829
- 1982 - Occhi/Lei non abita più qui - Germania - 45 Polydor 2121 489
- 1982 - Delia Gualtiero - Germania - Lp Polydor  2480 715
- 1985 - Mylacles/Aryao - Germania - 45 Metronome 881 964 1
- 1985 - Myracles (4 versioni) - Germania - Mix Metronome 881 964-7
- 1985 - Myracles (4 versioni) - Danimarca - Mix Mega records MRCS 1250
- 1985 - Myracles/Aryao - Scandinavia - 45 Mega records MRCS 2050
- 1985 - Myracles/Aryao - Olanda - 45 CNR 145.172
- 1985 - Di quale amore di questo amore/Io - Germania - Virgin 107 755
- 1989 - Blu notte - Austria - Lp KOCK international 122 210
- 1989 - Adesso addosso/Stai con me - Austria - Koch  145.631